# Cơm nếp
Cơm nếp, trong ẩm thực Việt Nam, là một loại cơm được nấu bằng gạo nếp, nhưng khác với xôi chủ yếu ở phương thức nấu trực tiếp trong nước thay vì làm chín bằng hơi nước.

## Nguyên liệu
Cơm nếp có thể được nấu dưới dạng cơm trắng đơn thuần chỉ từ gạo nếp các loại (nếp cái hoa vàng, nếp lứt, nếp sột soạt, nếp ba trăng, nếp nương, nếp cẩm hay còn gọi là nếp than, nếp lứt chưa giã bỏ cám v.v.), nước, một chút muối, tuy cũng thường thấy cơm nếp được nấu với một số nguyên liệu khác trong sự phối trộn tương tự cách làm xôi (như lạc, ngô nếp, đậu đen, đậu xanh). Đặc biệt hơn xôi, rất nhiều loại cơm nếp được nấu trong nước luộc gà (còn gọi là nước xuýt), nước ninh xương, nước luộc thịt, nước cốt dừa, nước dừa, nước lèo v.v.

## Cách thực hiện
Cơm nếp được nấu/thổi gần tương tự như cơm tẻ, hay cơm nói chung, tuy có yêu cầu nghiêm ngặt hơn về sự chú ý đến tỷ lệ nước và gạo để cơm không bị nát. Trong các nồi nấu cơm bằng kim loại hay đất nung theo kiểu truyền thống, cơm được thực hiện bằng cách đun nước sôi, cho gạo nếp không ngâm mà vo sạch vào nồi, chờ một lúc nồi cơm sôi lại lập tức chắt bỏ cạn hoàn toàn phần nước còn dư trong nồi, khác biệt với cách nấu cơm tẻ vẫn phải để lại một lượng nước vừa phải nếu không cơm sẽ bị khô, khó chín. Hạ nhỏ lửa ủ đến khi thấy cơm thơm, chín dẻo. Với nồi cơm điện, cơm nếp thường được nấu bằng cách cho gạo đã vo sạch vào nồi, đổ nước sôi xăm xắp bề mặt gạo và bật điện, thực hiện nấu như các loại cơm thông thường.

## Một số loại cơm nếp
- Cơm nếp thường: chỉ đơn thuần nấu gạo nếp trong nước trắng, có thể pha trộn với một chút muối cho thành phẩm khi ăn đỡ bị ngán.
- Cơm nếp bát bửu: kết hợp nhiều loại thực phẩm như thịt gà, nấm đông cô, củ năng, lạp xường, thịt xá xíu, đậu Hà Lan, cà rốt, hột điều; các gia vị và phụ gia khác như lòng trắng trứng gà, dầu mè, rượu trắng, nước lèo, ớt, ngò, nước tương v.v. được sử dụng để chế biến các thực phẩm kết hợp nói trên. Cơm được nấu với nước lèo cho chín. Thịt gà, nấm đông cô, củ năng, hột điều v.v. tất cả đều xắt hạt lựu cho vào xào nhanh trong chảo với hành, tỏi phi và mỡ nước. Trộn cơm với thực phẩm đã xào và ém mặt cơm cho chặt trên đĩa, phết lòng trắng trứng gà lên và bỏ lò nướng vàng.
- Cơm nếp cuộn lá chuối: nấu gạo nếp trong nước cốt dừa, gói trong lá chuối. Làm nước chấm cơm bằng tôm nõn khô giã nhuyễn phi trong chảo hành, tỏi, sả, mỡ cho thơm, nêm mắm ruốc và chút đường xào quện với nhau.
- Cơm gà: lấy nước dừa nấu cơm, khi cơm sôi cho cơm dừa xắt/nạo nhỏ vào, cơm cạn gia thịt gà xắt nhỏ đã được tẩm ướp gia vị, dầu ăn, hành khô, đảo đều một lượt và để nhỏ lửa cho thành phẩm chín đều.

## Sử dụng
Cơm nếp đáp ứng nhu cầu chế biến nhanh, đơn giản và tiện lợi hơn làm xôi, có thể dùng trong bữa ăn như một loại cơm thông thường tuy rằng thực khách ít nhiều có thể bị ngán, đầy bụng khó tiêu nếu ăn quá nhiều. Đây cũng là một phương thức chế biến gạo nếp để làm nguyên liệu cho các món rượu nếp cái, bánh xuân cầu, cơm cháy v.v. Cơm nếp cũng là một thực phẩm chức năng khá tốt để phòng ngừa và chữa trị một số bệnh, như bệnh đau dạ dày, nó cũng được giã nát với gà nhép để đắp, bó nơi xương bị gãy v.v.